# Microstylum apicale
Microstylum apicale är en tvåvingeart som först beskrevs av Christian Rudolph Wilhelm Wiedemann 1821.  Microstylum apicale ingår i släktet Microstylum och familjen rovflugor. Inga underarter finns listade i Catalogue of Life.